# Confirming

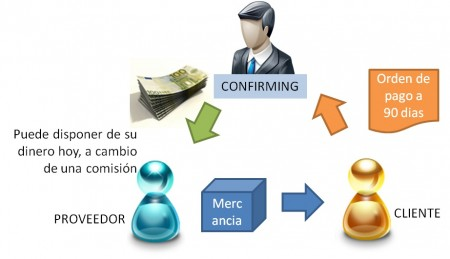

El confirming de proveedores es un tipo de servicio financiero consistente en gestionar los pagos de una empresa a sus proveedores nacionales, y que incluye para el acreedor la posibilidad de cobrar los pagos con anterioridad a su fecha de vencimiento. El confirming es un servicio de gestión de pagos de las cuentas por cobrar de una organización.

## Definición
El confirming es un servicio financiero, que ofrece una entidad financiera (o empresas privadas) con tal de facilitar a sus clientes la gestión del pago de sus compras. Se ofrece para pagar las facturas con anterioridad a la fecha de vencimiento de estas o para obtener de parte del banco la financiación que el proveedor no estuvo dispuesto a otorgar, de esa forma, la relación entre cliente y proveedor no se daña y el cliente obtiene el plazo que requiere. Su uso es frecuente en empresas que tengan diversificados sus proveedores, que deseen dilatar el pago a proveedores o que tengan un sistema de pagos complejo.
No se debe confundir el confirming, con los "pagos confirmados" o "pagos domiciliados" de menor vinculación en la responsabilidad del pago por parte de la entidad financiera. El confirming equivale a un pago certificado, con la diferencia de que aquí el banco avala el pago al proveedor. De hecho, es un factoring inverso, ya que lo inicia el cliente y no el proveedor. En consecuencia, en inglés este servicio se llama "reverse factoring" (y no, como uno podría pensar, confirming).
El confirming se desarrolló en España en la década de 1990 y se ha ido divulgando en todo el mundo a partir de la expansión internacional de las grandes entidades bancarias españolas, sobre todo en el sur de Europa y en Latinoamérica.

## Fases

### Primera etapa
El proveedor entrega bienes o servicios al cliente, documentando esta transacción a través de una factura.
A partir de este momento, el cliente informa a la entidad financiera acerca de la conformidad con la factura, la cantidad a pagar al proveedor y su vencimiento.

### Segunda etapa
La entidad bancaria informa sobre la confirmación de la factura a su proveedor. Mientras tanto, le indica la posibilidad de anticipar la factura y de los costes que conlleva dicho anticipo.
Así, el proveedor podrá elegir el momento en el que se van a recibir los fondos, junto con la contrapartida por soportar el coste de la financiación. Además, la empresa decidirá en qué momento va a realizar el traspaso de datos a la entidad financiera.
- En el caso de que la empresa decida transferir los fondos antes de su vencimiento, estaría realizando una inversión en los términos acordados con la entidad bancaria.
- Otro, y el más habitual, es que realice la transferencia de fondos después de la fecha de vencimiento. En este caso, el confirming sirve de fuente de financiación para la empresa, que hará frente a los costes financieros.
- La tercera y última alternativa, es que la empresa pague a la entidad bancaria justo al momento de su vencimiento.

## Ventajas e inconvenientes

### Ventajas
En general, este instrumento financiero resulta ventajoso, tanto para la empresa confirmadora, como para su proveedor y la entidad bancaria (de lo que hablaremos a continuación), exigiendo sistemas de comunicación ágiles entre ellos.
- Empresa confirmadora: Su principal ventaja, es que se convierte en una herramienta de gestión de tesorería que le proporciona gran flexibilidad, ya que le permite obtener financiación siempre que le sea necesario y rentabilizar las puntas de tesorería cuando éstas se produzcan.
- Proveedor: Este va a obtener ventajas si acepta el anticipo de la factura. Adicionalmente, va a obtener financiación sin consumir su capacidad de obtener crédito bancario, financiación inmediata no sujeta a timbres y puede dar de baja facturas de clientes (al estar cobradas).
- Entidad bancaria: Puede acceder a nuevos clientes, lo que va a hacer que se incremente su nivel de negocio. Debido a que la entidad bancaria concentra el riesgo financiero en la empresa confirmadora, va a consumir menos recursos humanos y materiales que en otras actividades.

### Inconvenientes
Aunque mantiene la iniciativa en el pago, el cliente obliga al proveedor a trabajar con una determinada entidad, lo que le resta capacidad de maniobra. El proveedor por su parte pierde la iniciativa en el cobro, cediéndosela a sus clientes. La entidad de crédito concentra una gran cantidad de riesgo financiero en un solo cliente.

## Costes
El confirming tiene unos costes adicionales, en función de los servicios recibidos, es decir, la empresa confirmadora tendrá que hacer frente a los costes de apertura. Además, en caso de utilizar la posibilidad de financiación que le ofrece la entidad bancaria también deberán hacer frente a su coste.
Para el cliente, es la comisión por gestión de cobros; para el proveedor, la comisión en caso de anticipo de facturas. Esto no quiere decir que para el proveedor la operación no sea ventajosa, ya que dicho coste suele ser inferior al coste de un anticipo o descuento tradicional.